# Oscar Lundquist i Baggarbo
Carl Oscar Lundquist (i riksdagen kallad Lundquist i Baggarbo), född 14 april 1860 i Knivsta församling, död 26 november 1942 i Skoklosters församling, var en lantbrukare. 
Han var en politiker och ledamot av riksdagens andra kammare 1922-1924, 1928, 1932.